# Johnson County (Kentucky)
Johnson County is een county in de Amerikaanse staat Kentucky.
De county heeft een landoppervlakte van 677 km² en telt 23.445 inwoners (volkstelling 2000). De hoofdplaats is Paintsville.

## Bevolkingsontwikkeling

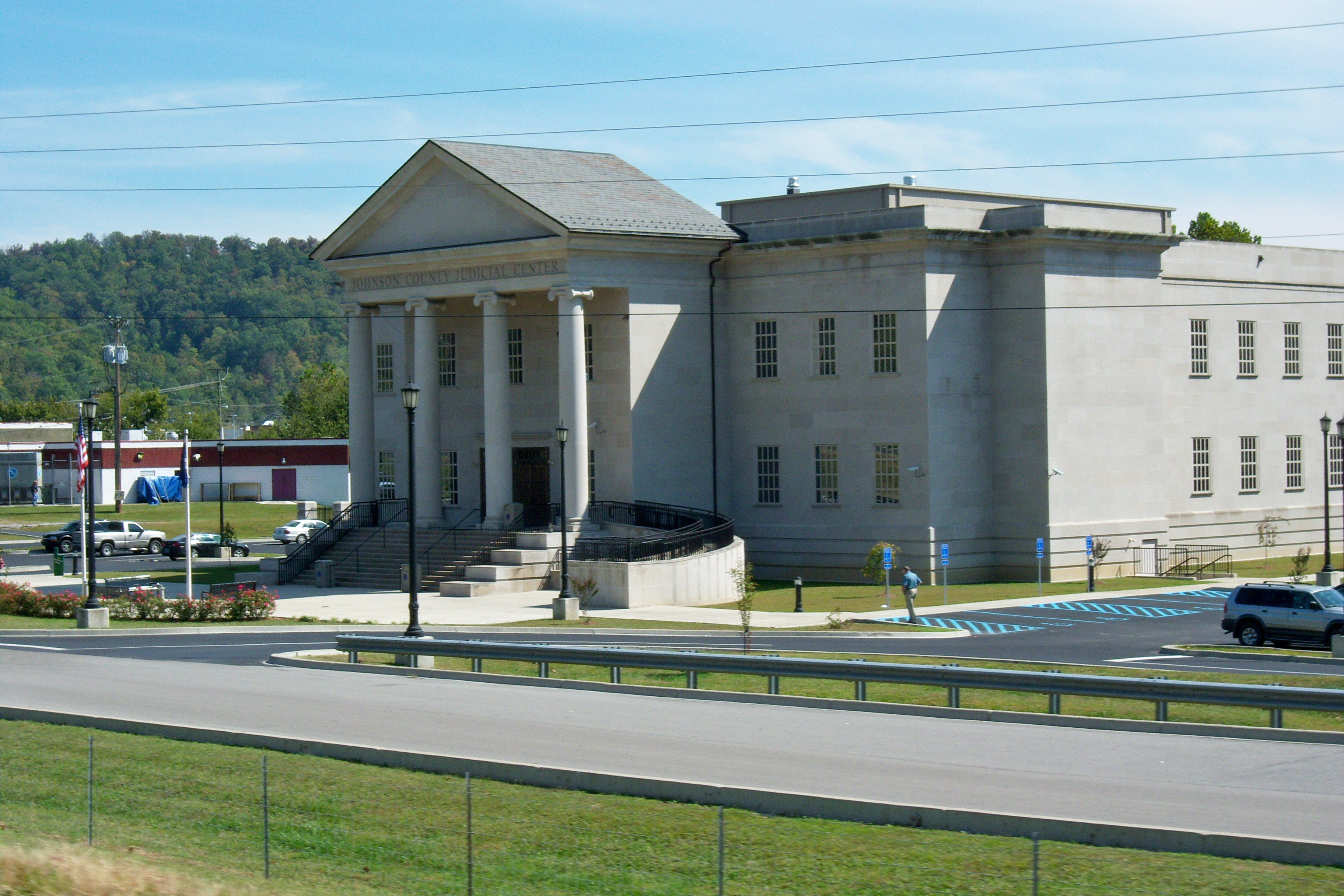
Johnson County Judicial Center